# Bittersweet Me
"Bittersweet Me" er en sang af det alternative rockband R.E.M., der blev udgivet som den anden single fra deres tiende studiealbum, New Adventures in Hi-Fi. Nummeret blev et større hit i USA end den første single fra albummet, "E-Bow the Letter", bortset fra på Modern Rock Tracks-hitlisten, hvor den første single nåede andenpladsen, mens "Bittersweet Me" fik sin højest eplacering som nummer 6.
Ligesom for store dele af resten af albummet, opstod sangen under gruppens turne Monster, selvom sangen ikke blev spillet live som en del del af en koncert.
Musikvideoen til sangen blev filmet i stil med den italienske film Stanco E Nudo (en oversættelse af linjen "tired and naked" i sangen). Den blev inkluderet som en bonusvideo på DVD-udgaven af In View - The Best of R.E.M. 1988-2003.
CD-singlen indeholder en live coverversion af "Wichita Lineman", som er en sang skrevet af Jimmy Webb og populariseret af Glen Campbell.
Sangen optræder i en episode af Party of Five.

## Spor
Alle sange e rskrevet af Berry, Buck, Mills og Stipe medmindre andet er indikeret.

### 7", kassettebånd og CD single
1. "Bittersweet Me" – 4:06
2. "Undertow" (live)[a] – 5:05

### 12" og CD maxi-single
1. "Bittersweet Me" – 4:06
2. "Undertow" (live)1 – 5:05
3. "Wichita Lineman" (Webb) (live)[b]  – 3:18
4. "New Test Leper" (live akustisk)[c] – 5:29

Noter
1. ↑  Optaget på Omni Theater, Atlanta, Georgia; 18. november, 1995. Taget fra livevideoen Road Movie.
2. ↑  Optaget på The Woodlands, Houston, Texas; 15. september, 1995.
3. ↑  Optaget i Bad Animals Studio, Seattle, Washington; 19. april, 1996.

## Personel
- Bill Berry – trommer, tambourin
- Peter Buck – guitar
- Mike Mills – bas, orgel, mellotron
- Michael Stipe – vokal

Yderligere medvirkende
- Scott McCaughey – klaver

## Hitlister
| Hitliste (1996)                                  | Højeste placering |
| ------------------------------------------------ | ----------------- |
| Australian Singles Chart                         | 90                |
| Canadian Hot 100                                 | 6                 |
| Tyskland (Official German Charts)                | 93                |
| Irland (IRMA)                                    | 20                |
| Storbritannien Singles (Official Charts Company) | 19                |
| USA Billboard Hot 100                            | 46                |
| USA Alternative Songs (Billboard)                | 6                 |
| USA Mainstream Rock (Billboard)                  | 7                 |
| USA Mainstream Top 40 (Billboard)                | 28                |

| Hitliste (1997)          | Placering |
| ------------------------ | --------- |
| Canada Top Singles (RPM) | 75        |